# Diderot (1909)
«Дидро́» (фр. Diderot) — эскадренный броненосец военно-морских сил Франции. Четвёртый в серии из 6 единиц («Дантон», «Кондорсе», «Дидро», «Вольтер», «Мирабо», «Верньо»). Назван в честь известного французского писателя, философа-просветителя и драматурга Дени Дидро.

## Строительство
Заказ на строительство «Дидро» 26 декабря 1906 получила фирма Ateliers et Chantiers de la Loire в Сен-Назере. Броненосец был заложен 20 октября 1907 года. Спущен на воду 19 апреля 1909 года, и до 1 августа 1911 года проходил достройку на плаву.

## Служба
После вступления в строй «Дидро» был назначен в Первый дивизион Первого Подразделения Средиземноморского Флота Франции. В мае-июне 1913 года судно участвовало в объединенных маневрах проходивших между Провансом и Тунисом. После чего 7 июня 1913 года броненосец участвовал в военно-морском смотре, проводимом президентом Франции Раймоном Пуанкаре.
В октябре-декабре 1913 года «Дидро» был включён в состав эскорта президента на время тура по Восточному Средиземноморью. В мае 1914 года участвовал в походе по Средиземному морю.
Когда в августе 1914 года началась Первая мировая война, «Дидро» участвовал в потоплении австро-венгерского крейсера «Зента» в Адриатическом море. Большую часть войны корабль блокировал проливы Отранто и Дарданеллы, препятствуя выходу немецких, австро-венгерских и турецких военных кораблей в Средиземное море.

### Модернизация
Во время войны на крышах двух передовых 240-миллиметровых орудийных башен корабля были установлены 75 мм зенитные орудия. В течение 1918 года грот-мачта была укорочена, чтобы позволить кораблю управлять воздушным шаром; было увеличено возвышение 240-миллиметровых пушек, благодаря чему дальность их стрельбы увеличилась до 18 000 метров.

### Дальнейшая служба
После окончания войны «Дидро» участвовал в занятии Константинополя. В 1922—1925 годах «Дидро» был модернизирован и впоследствии стал учебным кораблем. Списан в 1936 году, и продан для разделки на металл в 1937 году.